# Khani Basa Sar
Der Khani Basa Sar ist ein 6441 m hoher Berg im Karakorum. 

## Lage
Er gehört zum Hispar Muztagh, einem Teil der Karakorum-Hauptkette in der pakistanischen autonomen Region Gilgit-Baltistan. Der Khani Basa Sar ist über einen Berggrat mit dem 5,8 km nordnordöstlich gelegenen Kanjut Sar I (7760 m) verbunden. Der Berg wird im Westen vom Yutmarugletscher sowie im Osten vom Khani-Basa-Gletscher flankiert. Ein 5370 m hoher Bergsattel trennt den Khani Basa Sar vom 5,75 km südsüdwestlich gelegenen Hispar Sar (6400 m).  

## Besteigungsgeschichte
Der Khani Basa Sar wurde im Sommer 2009 durch Raphael Slawinski und Ian Welsted erstbestiegen. Sie erreichten den Gipfel vom Yutmarugletscher aus über die Südwestwand.
Zuvor gab es mehrere Besteigungsversuche.
Eine koreanische Expedition scheiterte im Sommer 2008.